# Los Lavaderos (Santa Cruz de Tenerife)
Los Lavaderos es un pequeño barrio de la ciudad de Santa Cruz de Tenerife (Canarias, España). Se encuadra administrativamente dentro del distrito de Centro-Ifara.
Los rincones más emblemáticos de este barrio lo componen el camino de Las Marañuelas, la entrada por el lateral del Hotel Mencey o la plaza de Los Lavaderos.

## Características
Está situado a unos 980 metros del centro de la ciudad, entre la Rambla de Santa Cruz y el barranco de Almeyda, a una altitud media de 43 m s. n. m.
Los límites del barrio se sitúan desde su vértice norte, ubicado sobre el puente de la calle de Francisco Guerrero Cazorla sobre el barranco de Almeyda, siguiendo por dicha calle hasta el cruce con la de Marañuelas. Sigue esta dirección este hasta el cruce con la calle del Pintor José Aguiar, tomando luego rumbo sur hasta conectar con la Rambla de Santa Cruz. El límite continúa por esta vía dirección nordeste hasta el margen occidental de la plaza del Arquitecto Alberto Sartoris. A partir de aquí el límite transcurre por el barranco de Almeyda cauce arriba hasta el punto de partida.
El barrio se compone de pequeñas casas unifamiliares y de algunos edificios en su lado de la Rambla de Santa Cruz. Posee una plaza pública (Plza. de Los Lavaderos) y aquí se localizan la Sala de Arte Los Lavaderos y el hospital Hospiten Rambla.
Los Lavaderos posee una capilla donde se venera una imagen de la Virgen de Fátima. Esta capilla se ubica en el antiguo colegio del barrio, sirviendo también de salón social.

## Historia
El barrio empezó a perfilar su figura urbana partiendo del entorno de unos lavaderos abiertos en 1839. Estos se construyeron en terrenos donados por la familia Suárez, que exigieron que fueran públicos para toda la población de la ciudad. Estos lavaderos fueron utilizados hasta la década de 1970, siendo reconvertidos en una sala de exposiciones en el año 1982.
En 1953 una comisión vecinal realizó una suscripción popular para comprar una imagen de la Virgen de Fátima, que fue traída desde Portugal y bendecida en la capilla del barrio por el sacerdote del buque escuela español Juan Sebastián Elcano el 13 de octubre de 1954.

## Demografía
| Año        | 2005 | 2006 | 2007 | 2008 | 2009 | 2010 |
| ---------- | ---- | ---- | ---- | ---- | ---- | ---- |
| Habitantes | 132  | 271  | 271  | 277  | 281  | 292  |

## Fiestas
El barrio celebra sus fiestas patronales tanto el 13 de mayo como el 13 de octubre.

## Lugares de interés
- Sala de Arte Los Lavaderos